# Pedro Carrillo de Huete
Pedro Carrillo de Huete (antes de 1380 - antes de abril de 1448) fue un político e historiador español de la primera mitad del siglo XV, correspondiente a los reinados de Juan I y Juan II.

## Biografía
Pedro Carrillo fue un político e  historiador español de la primera mitad del siglo XV natural de la Noble y Leal ciudad de Huete. Sirvió a don Fernando de Antequera y, con ocasión de una campaña contra los musulmanes previa a la conquista de Antequera, fue armado caballero por este infante castellano en Setenil de las Bodegas (Cádiz) el 19 de octubre de 1407; pero cuando Fernando fue elegido rey de Aragón en 1412 por el Compromiso de Caspe, Pedro Carrillo decidió seguir en Castilla y no acompañar a su señor. Contrajo matrimonio con Guiomar de Sotomayor, dama de la corte femenina de Leonor de Alburquerque, esposa de Fernando de Antequera, pero la marcha a Aragón del nuevo rey obligó a los esposos a entrar al servicio de Juan II de Castilla e ingresar en su séquito. Allí desempeñó el cargo de oficial desde 1408 y de Halconero mayor desde 1415. Como oficial compiló entre 1420 y 1441 numerosas notas y documentos oficiales con los cuales luego elaboró su Crónica. Como en 1420 `participó activamente en el rescate del rey, prisionero en Montalbán por orden de su primo el infante Enrique de Aragón, el monarca lo recompensó con la tenencia de las fortalezas de Alcañabate y Zafra. Desde entonces, ganada la confianza del rey, este lo utilizó en delicadas misiones diplomáticas, en especial en la entrega de mensajes y despachos regios que exigían cuidadosa interpretación. 
Por ejemplo, en 1421 el Halconero, junto a los maestresalas Fernán Pérez de Illescas y Fernando de la Maleta, llevó una negociación al infante Enrique de Aragón sobre la ocupación que había este hecho del marquesado de Villena. En esta negociación conoció al mensajero del infante Enrique, que era el famoso escritor Fernán Pérez de Guzmán, señor de Batres.
En 1423 medió en solucionar el incumplimiento por parte del obispo de Segovia Juan de Tordesillas de lo pactado en Montalbán con el rey: realizar un inventario del Tesoro regio contenido en los alcázares segovianos; aunque el rey había conseguido del Papado la mediación del obispo de Zamora Diego de Fuensalida, prefirió enviar a Pedro Carrillo con treinta caballeros armados por si la amonestación del papa no fuera suficiente.
El 22 de septiembre de 1427 fue a Tudela (Navarra) para capturar a Abraham Benveniste, un rico judío que financiaba las empresas militares de los infantes de Aragón, que al parecer había aprisionado a al tesorero Fernán Alonso de Robles, enemigo del valido de Juan II, el condestable Álvaro de Luna. El Condestable, que no simpatizaba con el Condestable, se limitó a cumplir su misión. Un año más tarde presenció los más fastuosos festejos de la época, las famosas justas celebradas en Valladolid durante el mes de mayo de 1428 que cantó Jorge Manrique; su Crónica los describe denotando su admiración. Él mismo fue uno de los jueces que dictaron sentencia en el torneo caballeresco. En 1429 el rey le encomendó la escolta de dos misioneros del Reino de Aragón de Burgos hasta Miraflores, donde los recibió el monarca castellano. Su prestigio era entonces notable: el poeta Juan de Valladolid lo incluye entre los cortesanos ilustres en un poema del Cancionero de Baena (ed. cit, pp. 805-806). El 28 de febrero de 1477 los Reyes Católicos distinguieron a Huete con el título de ciudad gracias a la intercesión de Pedro Carrillo.
Su testamento data del 19 de marzo de 1446 en Cañaveras, provincia de Cuenca, y mandaba que lo sepultaran en el Coro del Monasterio de San Francisco de Huete, provincia de Cuenca, lo que ocurrió antes del 20 de abril de 1448.  
El cronista y halconero de Juan II de Castilla, Pedro Carrillo de Huete, contrajo matrimonio con Guiomar de Sotomayor, hija de Luis Méndez de Sotomayor, señor de El Carpio (Córdoba) y de Jódar y Bedmar, próximas a la frontera con el reino nazarí de Granada (ambas en la actual provincia de Jaén).

## Obras
Es autor de la llamada Crónica del Halconero, que relata sin comentarios los hechos del reinado de Juan II de Castilla hasta el año de 1450, utilizando fuentes oficiales de la cancillería (protocolos y registros), además de ser él mismo testigo presencial hasta alrededor de 1440. Esto le da una gran veracidad histórica, pues aporta casi doscientos documentos, cuarenta de ellos en versión íntegra. Asimismo hace gala de una gran precisión en los detalles y en las fechas, aunque no destaca por la belleza de su estilo, que es el de un mero funcionario de cancillería. Los documentos recogidos van desde 1420 hasta 1441. De la Crónica se conservan tres versiones: la propiamente llamada Crónica del Halconero de Juan II, una versión algo más breve que se conoce como Abreviación de la Crónica del Halconero y una tercera más completa y de estilo más cuidado, con añadidos efectuados por el obispo de Cuenca Lope de Barrientos (Medina del Campo, 1382 - †Cuenca, 1469) conocida como Refundición de la Crónica del Halconero. Pedro Carrillo aparece citado en la composición 109 del Cancionero de Baena, de Alfonso Álvarez de Villasandino:
Mi señor Adelantado,
aquí tengo un anillo
que me dio Pero Carrillo
en grant preçio apodado